# Carex asynchrona
Carex asynchrona är en halvgräsart som beskrevs av Robert Francis Cox Naczi. Carex asynchrona ingår i släktet starrar, och familjen halvgräs. Inga underarter finns listade i Catalogue of Life.